# 16996 Dahir
16996 Dahir este un asteroid din centura principală de asteroizi.

## Descriere
16996 Dahir este un asteroid din centura principală de asteroizi. A fost descoperit pe 10 februarie 1999 la Socorro, New Mexico, în cadrul proiectului LINEAR. Asteroidul prezintă o orbită caracterizată de o semiaxă mare de 2,26 ua, o excentricitate de 0,18 și o înclinație de 5,6° în raport cu ecliptica.